# Desafío extremo
Desafio extremo és una sèrie documental emesa per la cadena de televisió espanyola Cuatro.
En la tercera temporada sis aventurers novells, van acompanyar a Jesús en una de les seves aventures.

## Temporades

### Primera Temporada
| #  | Expedició                                                  | Altitud o Activitat     | Regió                                              | País                                     | Continent                         |
| -- | ---------------------------------------------------------- | ----------------------- | -------------------------------------------------- | ---------------------------------------- | --------------------------------- |
| 01 | Kilimanjaro                                                | 5.895 m                 | Parc Nacional del Kilimanjaro                      | Tanzània                                 | Àfrica                            |
| 02 | Everest                                                    | 8.848 m                 | Himalaya                                           | Nepal; Tibet-Xina                        | Àsia                              |
| 03 | Elbrus                                                     | 5.642 m                 | Caucas                                             | Rússia                                   | Europa                            |
| 04 | Lhotse                                                     | 8.516 m                 | Himalaya                                           | Nepal; Tibet-Xina                        | Àsia                              |
| 05 | Mont McKinley                                              | 6.236 m                 | Parc Nacional Denali - Alaska, EUA                 | Amèrica del Nord                         |                                   |
| 06 | Faraons, l'inici (1/2) Faraons, el Rally (2/2)             | Motocross               | El Caire                                           | Egipte                                   | Àfrica                            |
| 07 | Zanskar, el riu gelat (1/2) Zanskar, la vall aïllada (2/2) | Travessa                | Ladakh                                             | Jammu i Caixmir-Índia                    | Àsia                              |
| 08 | Massís Vinson Puncak Jaya Aconcagua                        | 4.892 m 4.884 m 6.962 m | Antártica (comuna) Papúa Parc Provincial Aconcagua | Antàrtida Occidental Indonèsia Argentina | Antàrtida Oceania Amèrica del Sud |

### Segona Temporada
| #  | Expedició                                                           | Altitud o Activitat | Regió                                | País               | Continent       |
| -- | ------------------------------------------------------------------- | ------------------- | ------------------------------------ | ------------------ | --------------- |
| 09 | Pol Nord, viatge a la deriva (1/2) Pol Nord, al final del món (2/2) | Travessa            | Pol Nord                             | Cercle polar àrtic | Àrtida          |
| 10 | Tauró blanc                                                         | Submarinisme        | Cap Occidental                       | Sud-àfrica         | Àfrica          |
| 11 | Volcà Sangay                                                        | 5.230 m             | Amazònia equatoriana                 | Equador            | Amèrica del Sud |
| 12 | Aconcagua                                                           | 6.962 m             | Parc Provincial Aconcagua            | Argentina          | Amèrica del Sud |
| 13 | Spitzkoppe                                                          | 1.784 m             | Regió de Kunene Erongo               | Namíbia            | Àfrica          |
| 14 | Torre Santa                                                         | 2.596 m             | Pics d'Europa, Lleó, Castella i Lleó | Espanya            | Europa          |
| 15 | Makalu                                                              | 8.463 m             | Himalaya                             | Nepal Tibet-Xina   | Àsia            |
| 16 | Darwin, Mont Caledònia (1/2) Darwin, inexplorat (2/2)               | Travessa            | Terra del Foc Canal de Beagle        | Argentina Xile     | Amèrica del Sud |

### Tercera Temporada
| #  | Expedició                                                                       | Altitud o Activitat | Regió        | País                 | Continent |
| -- | ------------------------------------------------------------------------------- | ------------------- | ------------ | -------------------- | --------- |
| 17 | Antàrtida: el terrible mar de Drake (1/2) Antàrtida: La tempesta perfecta (2/2) | Navegació en veler  | Mar de Drake | Antàrtida Occidental | Antàrtida |

- Expedicions planificades per la Tercera Temporada:
  - Travessa en trineu de gossos per Groenlàndia
  - Travessa de costa a costa per l'Àfrica.
  - Submarinisme extrem a l'Àrtida.
  - Expedició al Mont Blanc.
  - Travessa inèdita a l'Himalaya.
  - Expedició al Volcà Vanuatu.

### Programes especials
| #  | Expedició                                | Altitud o Activitat | Regió                                | País    | Continent |
| -- | ---------------------------------------- | ------------------- | ------------------------------------ | ------- | --------- |
| 00 | Zapatero-Calleja, aventura a la muntanya | Travessa            | Pics d'Europa, Lleó, Castella i Lleó | Espanya | Europa    |
| 00 | El casament d'en Suresh                  | Casament            | Katmandú                             | Nepal   | Asia      |